# Klakar
Klakar es un municipio de Croacia en el condado de Brod-Posavina.

## Geografía
Se encuentra a una altitud de 86 m s. n. m. a 207 km de la capital nacional, Zagreb.

## Demografía
En el censo 2011 el total de población del municipio fue de 2319 habitantes, distribuidos en las siguientes localidades:
- Donja Bebrina -  425
- Gornja Bebrina - 487
- Klakar - 272
- Ruščica - 1 135

| Gráfica de población de Klakar 1857-2011                            |
|                                                                     |
| Según los censos de población de la oficina estadística de Croacia. |